# Diocese de Dindigul
A Diocese de Dindigul (Latim:Dioecesis Dindigulensis) é uma diocese localizada no município de Dindigul, no estado de Tâmil Nadu, pertencente a Arquidiocese de Madurai na Índia. Foi fundada em 10 de novembro de 2003 pelo Papa João Paulo II. Com uma população católica de 151.467 habitantes, sendo 6,9% da população total, possui 51 paróquias com dados de 2020.

## História
Em 10 de novembro de 2003 o Papa João Paulo II cria a Diocese de Dindigul através dos territórios da Arquidiocese de Madurai e da Diocese de Tiruchirapalli.

## Lista de bispos
A seguir uma lista de bispos desde a criação da diocese em 2003.
|                    | Nome               | Período            | Notas                        |
| Bispos de Dindigul | Bispos de Dindigul | Bispos de Dindigul | Bispos de Dindigul           |
| ------------------ | ------------------ | ------------------ | ---------------------------- |
| 2º                 | Thomas Paulsamy    | 2016 - atual       |                              |
| 1º                 | Antony Pappusamy   | 2003 - 2014        | Nomeado arcebispo de Madurai |